# Michael Hicks
Michael Hicks (født 17. juni 1983) er en polsk basketballspiller som deltog i de olympiske lege 2020.